# Absalomichthys
Absalomichthys es un género extinto de peces actinopterigios prehistóricos. Fue descrito por Whitley en 1933.
Vivió en los Estados Unidos (California).